# Eberhard Günter Schulz

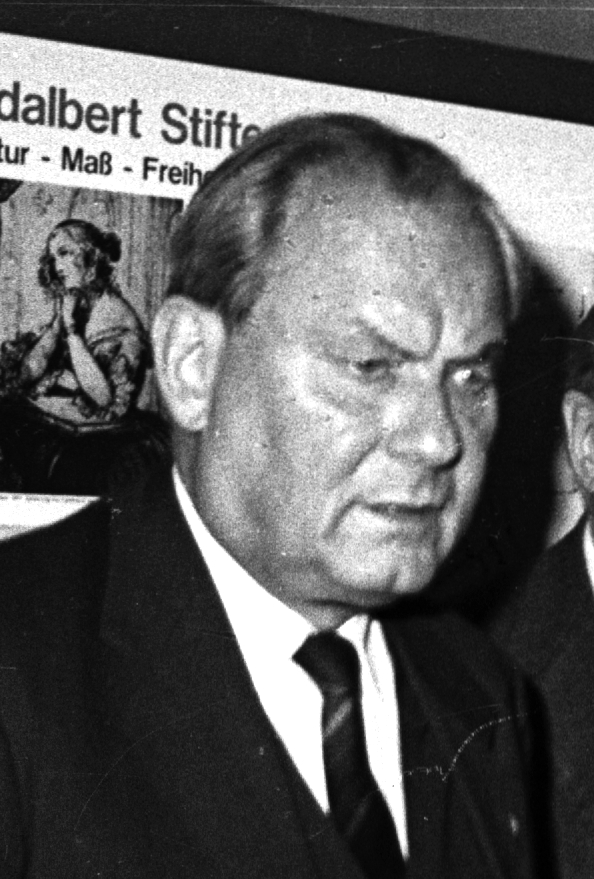
Eberhard Günter Schulz Im Kulturzentrum Ostpreußen 1996

Eberhard Günter Schulz (* 27. Oktober 1929 in Neusalz in Niederschlesien; † 3. August 2010 in Marburg an der Lahn) war ein deutscher Philosophie-Historiker, Schriftsteller und Kulturpolitiker.

## Leben und Leistung
Eberhard Günter Schulz wuchs in Neusalz an der Oder in Niederschlesien auf, wo sein Vater Artur Schulz als Heilpraktiker gewirkt hat. Im Januar 1945 musste der Sechzehnjährige vor der heranrückenden sowjetischen Front aus seinem Heimatort fliehen. Er besuchte von 1946 bis 1949 das Athenäum in Stade und legte 1949 die Reifeprüfung am Realgymnasium in Marburg an der Lahn ab. Schulz studierte von 1949 bis 1957 an der Philipps-Universität Marburg Philosophie, Neuere deutsche Literatur, Psychologie, Geschichte und Allgemeine Staatslehre. Er war dann Wissenschaftlicher Assistent am Philosophischen Seminar der Universität Marburg. 1964 erwarb Schulz den Magister Artium an der Universität Hamburg, trat 1967 in den Hochschuldienst des Landes Nordrhein-Westfalen ein und wurde 1971 an der Ruhr-Universität Bochum promoviert und 1978 an der Universität Duisburg habilitiert. Schulz vertrat ab 1972 als Dozent und ab 1982 als Professor das Fach Philosophie-Geschichte an der Gerhard-Mercator-Universität Duisburg-Essen bis zu seiner Emeritierung im Jahre 1995.
Schulz war ein ausgewiesener und international anerkannter Kenner des ostpreußischen Philosophen Immanuel Kant. Er wirkte maßgeblich an der großen Kant-Ausstellung des Duisburger Museums Haus Königsberg im Jahre 2004 mit. Am 22. April, dem Geburtstag Kants, sprach Schulz immer vor der Gedenkplakette für den Philosophen im Duisburger Rathausbogen. Er hielt auch Kurse und Vorträge an der Duisburger Volkshochschule.
Schulz bekleidete von 1972 bis 2001 im Vorstand die Position des Vorsitzenden der Stiftung Kulturwerk Schlesien (Öffentliche Stiftung bürgerlichen Rechts) in Würzburg. Durch die schwerpunktmäßig aktienbasierte Anlage des Stiftungsvermögens konnte er eine Zeitlang erhebliche zusätzliche Erträge erwirtschaften. Diese und eingeworbene Spenden lenkte er insbesondere in Verlagsprojekte des Bergstadtverlag Wilhelm Gottlieb Korn. Diesem schlesischen Traditionsverlag stand Schulz sehr nahe. Von 1980 bis 2010 wirkte er als Vorsitzender des Aufsichtsrats des reaktivierten Verlages. Doch nur wenige Produkte erwiesen sich als marktfähig. Populäre Titel lehnte Schulz ab. Darum beteiligte sich sein Verlag nicht an dem ab 1990 prosperierenden Markt an schlesischen Reiseführern. Langfristig erbrachte dann das von Schulz verantwortete Kaptialanlagekonzept der Stiftung erhebliche Verluste, die zu langfristigen Problemen führten.
Seit dem Jahr 2000 fungierte Schulz als ehrenamtlicher Präsident der Stiftung Ostdeutscher Kulturrat in Bonn. Nach Verlust der institutionellen Bundesförderung überführte er diese in die verkleinerte Stiftung Deutsche Kultur im östlichen Europa - Ostdeutscher Kulturrat. Seine Anlagestrategie reduzierte auch dort das Stiftungsvermögen.
Schulz war Mitglied im Verein Haus Schlesien in Königswinter, wo er häufig die Mitgliederversammlungen leitete.
In den Jahren 1964 bis 1967 entwarf Schulz im Auftrag des Arbeits- und Sozialministeriums des Landes NRW bei der Stiftung Haus des Deutschen Ostens in Düsseldorf die Ausstellung Leistung und Schicksal, die 700 Jahre Deutschtum im Osten behandelte. Es passte in die Zeit, dass damit eine positivistische Leistungsschau der Vertreibungsgebiete entstand zur Hebung des Selbstwertgefühls der deutschen Flüchtlinge und Vertriebenen.
Ähnlich war der Ansatz für die unter Leitung von Schulz durch eine achtköpfige Expertengruppe 1993 entstandene Ausstellung Große Deutsche aus dem Osten. Schulz fungiert auch als Herausgeber des Kataloges von 1994 mit dem Titel Große Deutsche aus dem Osten. Einblicke und Überblicke zu einer Ausstellung der Stiftung Ostdeutscher Kulturrat. Als sich die politische Betrachtung änderte, kam Schulz auf den bedeutungsvolleren Titel Im Dienste der Menschheit: Bedeutende Persönlichkeiten aus dem historischen deutschen Osten, so der Buchtitel ab 2010. Doch inhaltlich wurde die Ausstellung kaum modifiziert. So kam es, dass nach zahlreichen Stationen bei vornehmlich öffentlichen Einrichtungen (z. B. Bundesarchiv in Koblenz oder Hessisches Hauptstaatsarchiv in Darmstadt) das Interesse erlahmte. Das lag auch an der statischen Abfolge von Biographien auf Stellwänden ohne interaktive Elemente oder sehenswerte Realien. Es war den intensiven Bemühungen und persönlichen Kontakten von Schulz zuzuschreiben, dass über ein Jahrzehnt lang Projektmittel vorzugsweise des Bundes die Kosten für zusätzliche Ausstellungsstationen decken konnten.
Ein Großvorhaben war die Reihe Rara zum deutschen Kulturerbe des Ostens, die zu Nachdrucken von Werken führte, deren Autorenrechte erloschen, die vergriffen waren und von Schulz als maßgeblich für das deutsche Geschichtsbild und Kulturverständnis der Vertreibungsgebiete angesehen wurden. Die Werke besaßen nur kurze zusätzliche Einführungen. Somit blieb die Wirkungsgeschichte gering ausgeleuchtet. Auch mangelte es an einer quellenkritischen Verbindung zu aktuellen Forschungsergebnissen. Das Vorhaben war zudem angesichts aufkommender Digitalisierung unwirtschaftlich und wurde schließlich eingestellt.
Von seinen Werken als Verfasser und/oder Herausgeber sind besonders zu nennen:
- 1967: Leistung und Schicksal. Abhandlungen und Berichte über die Deutschen im Osten
- 1986: als Hrsg. mit Lothar Bossle, Gundolf Keil und Josef Joachim Menzel: Schlesien als Gegenstand interdisziplinärer Forschung. Sigmaringen 1986 (= Schlesische Forschungen. Band 1).
- 2005: Durch Selbstdenken zur Freiheit: Beiträge zur Geschichte der Philosophie im Zeitalter der Aufklärung
- 2005: Kants große Entdeckungen: vierzehn Essays
- 2005: Kant in seiner Zeit
- 2006: Rara zum deutschen Kulturerbe des Ostens (Reihe)
- 2007: Vom Beitrag der Schlesier zur deutschen Kultur (erw. Neuauflage)
- 2008: Gedanken über Deutschland und Europa 1967–2007
- 2010: Freiheit und Frieden. Grundzüge eines philosophischen Staats- und Staatenrechts
- 2012: Achtung und Wohlwollen. Grundzüge einer philosophischen Ethik

Für 2011 war die Herausgabe seines Werks Leuchtendes Schlesien. Betrachtungen zu Ereignissen und Persönlichkeiten vorgesehen. Es erschien posthum 2013.
Von 1976 bis 2009 war Schulz Herausgeber der Vierteljahreszeitschrift Schlesien. Die letzten Hefte erschienen mit so großer Verzögerung, dass schließlich nicht einmal mehr ein Jahresband den Rückstand auszugleichen vermochte. Daraufhin stellt Schulz die Zeitschrift ein.
Schulz war verheiratet und Vater zweier Töchter.

## Ehrungen
- Ehrenritter der Schlesischen Genossenschaft des Johanniterordens 1974
- Rechtsritter der Schlesischen Genossenschaft des Johanniterordens 1983
- Träger des Bundesverdienstkreuzes am Bande
- Ehrenpräsident der Gemeinschaft evangelischer Schlesier e. V.
- Träger des Schlesierkreuzes
- Träger des Siling-Rings
- Inhaber der Gerhart-Hauptmann-Plakette der Stiftung Kulturwerk Schlesien